# 自己中心性
日本語で自己中心性 （じこちゅうしんせい、英: egocentrismあるいはselfishness）とは、（英語でエゴセントリズム egocentrismと表記される心理学用語を翻訳するために造語された日本語「自己中心性」のほうをまず解説するなら）主観的スキーマを客観的現実から導くことができないこと、また自分以外の視点を正確に想定・理解することができないことである。他方、英語でセルフィッシュネス selfishnessに相当する意味で使われている、普通の日本語表現の「自己中心」のほうは、他者への配慮を欠くこと、自分の利益や関心事のことしか考えていないこと、である。
後者のセルフィッシュネス相当の日本語を名詞的に短く言う場合は自己中心（じこちゅうしん）。形容詞的な表現としては自己中心的（じこちゅうしんてき）とも言う。若者言葉では一般的に「自己中（ジコチュー）」と略され、流行語ではカタカナ表記される（自己中心性#ジコチュー）。年配の人々が昔からある日本語で言う場合は単に「わがまま」と言うこともある。
なお、心理学用語ばかりにとらわれず、日常用語のセルフィッシュネス、わがまま、に焦点を当てると、これは（哲学用語寄りの）利己主義と関連があると考えられている。なお（哲学寄りの）利己主義という用語・概念のほうは、心理学用語のエゴセントリズムとは焦点の当てかたが異なっている。心理学用語のほうは、自分と異なる視点や価値観があることを理解できずにいるという点に（ばかり）焦点を当てているが、哲学用語のほうの利己主義は心理学とは異なった次元に焦点を当てている。
自己中心性とナルシシズムは類似しているが、同じではない。自己中心者はナルシシストのように、己が注目の中心であると信じているが、実際には他からの称賛による満足は得られていない。利己主義者（エゴイスト）もナルシシストも、他者からの称賛により自我が大きく左右される人々であるが、一方で自己中心者では、そうあることも、そうでないこともある。

## 心理学用語 エゴセントリズムの概説

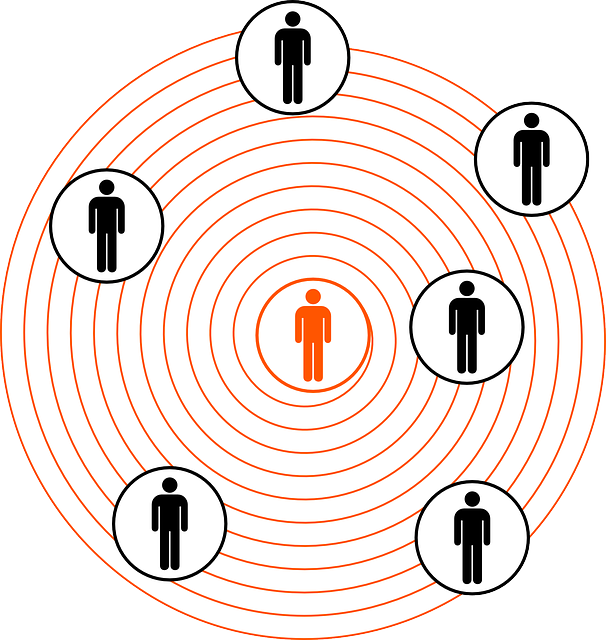
自己中心性

「エゴセントリズム egocentrism」という用語は心理学用語であり、人に見られるある種の状態について説明するために欧米の心理学者によって造語・命名された概念である。
自己中心性は、ヒトの生涯全体にわたって見ることができる。幼児期、児童期、青年期、そして成人期で確認される。児童の心の理論と自己同一性形成の発達を助けることで、人の認知機能は発達させることができる。

### 幼年期
幼児期の心理特性は、自分を基準にして世界を解釈することである。自分を客観視することや、自分とは異なる価値観があることを理解するのは困難である。発達的認識論の中で、ジャン・ピアジェが唱えた、2歳から5歳頃に経る世界の見方や認識の仕方。例えばかくれんぼで遊ぶ時、この時期の子供は自分の目をつむって隠れたことにすることがある。これは「自分から自分が見えない」=「他人からも自分が見えない」と考え、まだ客観的な見方が不足していると推察できる。ピアジェはこの段階を「前操作段階」と呼んだ。

## セルフィッシュネスの概説
この節では、心理学からはしっかり離れ、しっかり切り替えて、普通の日本語の「自己中心」（年配の人々の表現では「わがまま」、若者言葉で「ジコチュー」）と呼ばれている状態、つまり英語ではen:selfishnessという語で表現されている状態について解説する。英語版でen:selfishnessという記事が単独できちんと立てられているので、当節で解説する。セルフィッシュネスという概念は日本語では「自己中」や「わがまま」であり他の訳語は実際のところ無いわけであり、ウィキペディア日本語版ではセルフィッシュネスを当記事以外で解説することは考えづらいので、やはり当記事で解説する。

### ジコチュー
ジコチュー（自己中）はセルフィッシュネスを意味する若者言葉および流行語である。
1980年代後半に学校でのいじめが過激化すると、それに伴って自己中心的な人がハブられるようになり、そこで自己中心的の省略語であるジコチューが若者言葉として使われるようになっていった。
また1990年代に携帯電話が普及してそのマナーが問題になっていくと、2000年には公共広告機構（現ACジャパン）によってマナーを守らない人を「ジコチュー」と呼ぶCMが登場、「ジコチュー」が若者言葉を離れて流行語となっていった。
2002年には少女漫画誌『デザート』よりジコチュー主人公の少女漫画『自己chuラヴァーズ』（いしだ絵里）が登場した。